# Övra Smitturn
Övra Smitturn är en sjö i Smedjebackens kommun i Dalarna och ingår i Norrströms huvudavrinningsområde.